# Porky's Baseball Broadcast
Pour plus de détails, voir Fiche technique et Distribution.
Porky's Baseball Broadcast est un cartoon, réalisé par Friz Freleng et sorti en 1940, qui met en scène Porky Pig.